# Verrucosa apuela
Verrucosa apuela Lise, Kesster & Silva, 2015 è un ragno appartenente alla famiglia Araneidae.

## Etimologia
Il nome della specie deriva dalla località ecuadoregna di rinvenimento degli esemplari: lungo il fiume Apuela.

## Caratteristiche
L'olotipo maschile rinvenuto ha lunghezza totale è di 6,00mm; la lunghezza del cefalotorace è di 3,20mm; e la larghezza è di 2,65mm.

## Distribuzione
La specie è stata reperita in Ecuador settentrionale: l'olotipo maschile è stato rinvenuto nei pressi del fiume Apuela, nel Cantone di Otavalo.

## Tassonomia
Al 2015 non sono note sottospecie e non sono stati esaminati nuovi esemplari.